# Tolhek
Tolhek of Hamstertolhek is een gehucht in de gemeente Westerkwartier in de Nederlandse provincie Groningen. De buurtschap vormt qua postcode onderdeel van Den Ham en ligt aan de Sietse Veldstraweg (N983), de weg van Aduard naar Den Ham en Saaksum. Tolhek bestaat uit een tiental huizen. Ten zuiden van de buurtschap ligt de Hamstertocht.
De naam Tolhek verwijst naar de twee tolhekken die hier in 1859 werden geplaatst. Voor die tijd stonden er geen huizen. Op de topografische kaart van 1920 komt de tol nog voor, op die van 1935 niet meer.